# Karusellen går
Karusellen går ... är en svensk komedifilm från 1940 i regi av Sigurd Wallén.

## Handling
Nisse och Kalle blir arbetslösa efter att en procentare vid namn Aronsson tagit affären de jobbar i beslag. De kommer i kontakt med och börjar jobba för varietéartisten Knut Lindberg, som även han har problem med Aronsson.

## Om filmen
Filmen hade premiär 5 oktober 1940 i Stockholm. Filmen visades även i en nerklippt barntillåten version som Vi klarar boven.

## Rollista
- Nils Poppe - Nisse Lind, biträde i musikaffär
- Carl Reinholdz - Kalle Nilsson, biträde i musikaffär
- Sigurd Wallén - Knut Lindberg, tivolidirektör
- Carin Swensson - Apollonia, tivoliartist
- Greta Bjerke - Dolly, tivoliartist
- Stina Sorbon - Elsa Lindberg, Knut lindbergs dotter
- Sigge Fürst - Herman Petrino, "Starka Herman", tivoliartist
- Åke Grönberg - tivolivakt
- Carl Ström - direktör Aronsson, procentare

Ej krediterade, urval:
- Erik Rosén  direktör Mattsson, musikhandlare
- Wiktor Andersson - Karlsson, veterinär
- Nils Hallberg - cykelbudet
- Millan Fjellström - tivolibesökare

## Musik i filmen
- Tala inte om tyrolare, kompositör Kai Gullmar, text Dardanell, sång Stina Sorbon, Carl Reinholdz och Nils Poppe
- Ungerska rapsodier. Nr 2, ciss-moll, kompositör Franz Liszt, instrumental
- Tyrolerdans, kompositör Gurli Bergström, instrumental, dans till musiken Stina Sorbon, Carl Reinholdz och Nils Poppe
- Karusellen går, kompositör Kai Gullmar, text Dardanell, sång av Nils Poppe, Åke Grönberg, Sigurd Wallén, Carin Swensson, Greta Bjerke, Sigge Fürst, Carl Reinholdz och Stina Sorbon
- Grisvisan, kompositör Kai Gullmar, text Dardanell, sång Carl Reinholdz
- Varje man kan lära mig något nytt, kompositör Kai Gullmar, text Dardanell, sång Greta Bjerke
- Ett glas champagne, kompositör Georg Martins, text Ray Garden, instrumental

## DVD
Filmen gavs ut på DVD 2005 tillsammans med komedin Melodin från Gamla stan.